# DP Льва
DP Льва — затменная тесная двойная звёздная система, расположенная в созвездии Льва. Находится на расстоянии около 1304 световых лет (400 парсек) от Солнца. Вокруг этой двойной системы обращается, как минимум, одна экзопланета.

## Звёздная система
Система состоит из массивного (масса 0,6 солнечных) белого карлика (проэволюционировавшей звезды, которая больше не излучает энергию посредством термоядерного синтеза) и крайне маломассивного красного карлика (масса 0,09—0,1 массы Солнца). Красный карлик заполняет свою полость Роша и его вещество перетекает на соседнюю звезду. Данная звезда принадлежит к типу AM Геркулеса (AM Her) или «поляров», катаклизмических переменных, в которых магнитное поле звезды (белого карлика) полностью определяет форму аккреционного потока системы. Две звезды обращаются вокруг общего центра масс всего за 89,9 минут (около 1,5 часа).
Общая светимость системы является суммой светимости белого карлика, яркого горячего пятна на его поверхности, в месте, где на поверхность белого карлика падает аккрецируемое вещество маломассивного компаньона, аккреционной струи и красного карлика.
Наклонение орбиты звезд к лучу зрения составляет 79,5 градусов.

## Планета

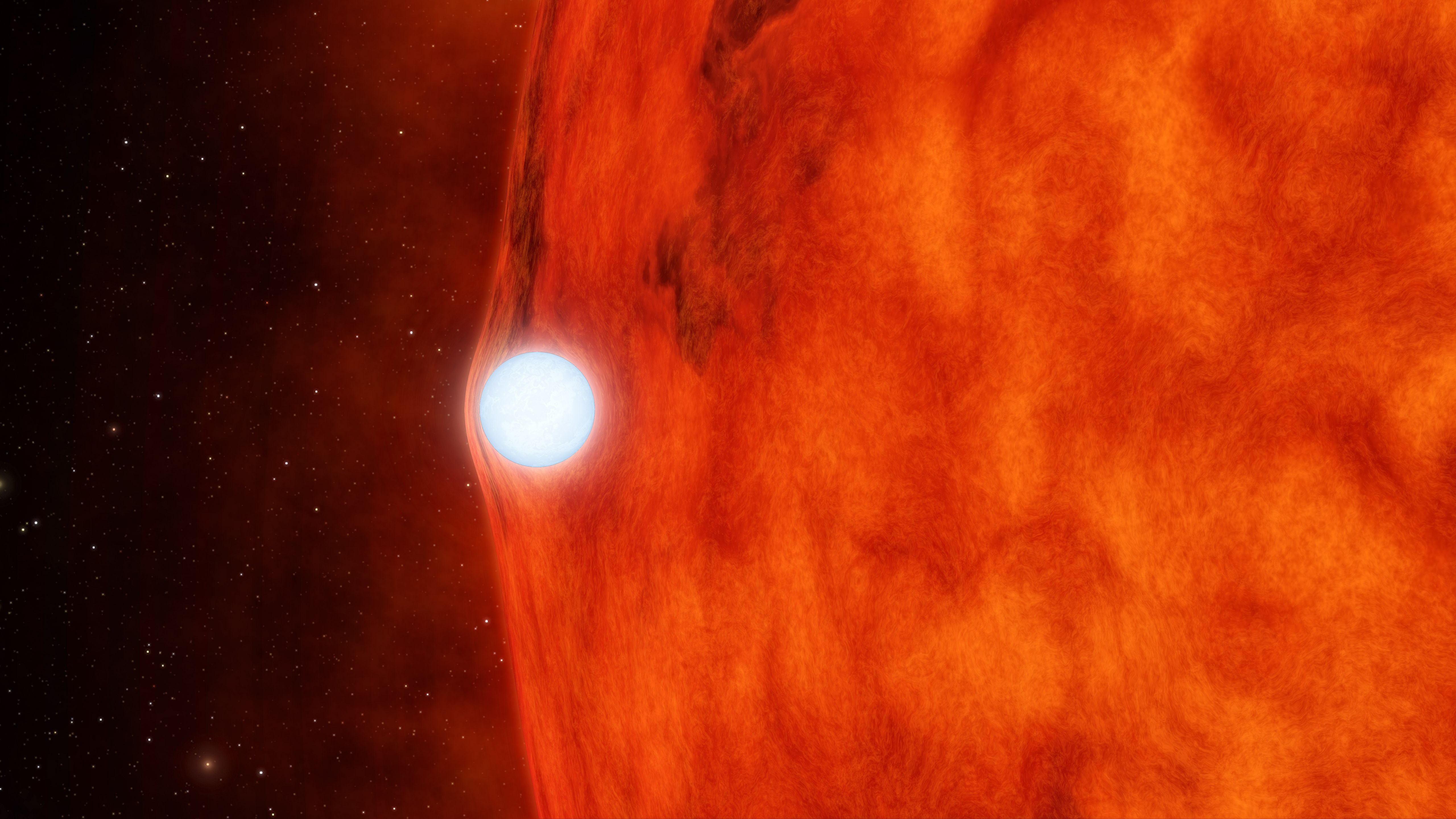
Так может выглядеть тесная двойная звезда, состоящая из белого и красного карликов

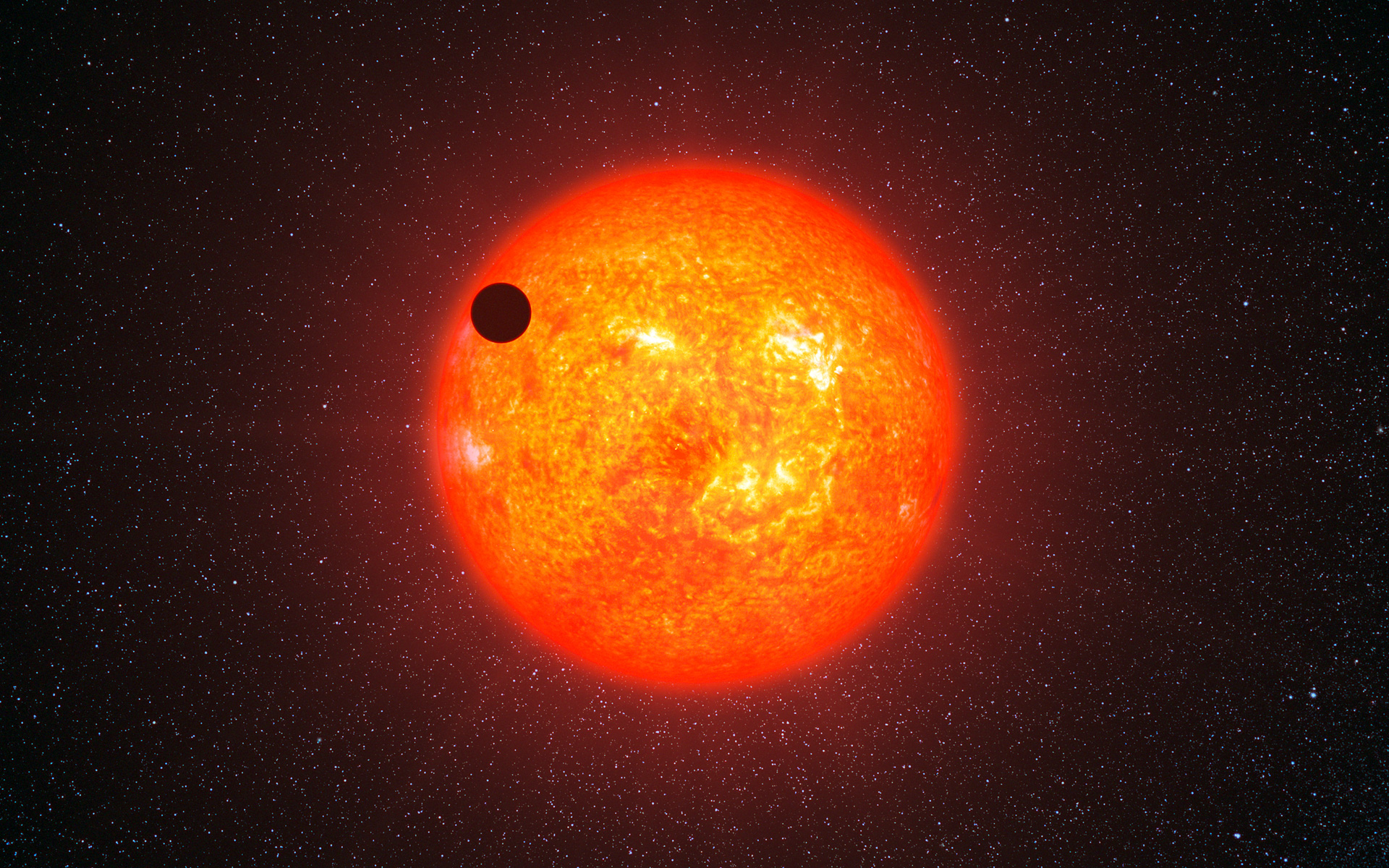
Авторское представление об экзопланете, обращающейся вокруг красного карлика

17 ноября 2010 года группа немецких астрономов сделала заявление об открытии планеты DP Льва b в данной системе. Присутствие третьего объекта в данной системе было предсказано ещё в 2002 году.
Планета представляет собой массивный газовый гигант, минимальная масса которого (m sin i) оценивается в 6 ± 0,5 масс Юпитера, который обращается по очень вытянутой эллиптической орбите (эксцентриситет ~0,39) и совершает полный оборот вокруг двойной звёздной системы за 10230 ± 730 земных суток (28 ± 2 лет). Расстояние в перицентре — 5 а. е. Расстояние в апоцентре — 11,4 а. е, большая полуось — 8,2 ± 0,4 а. е.
Авторы исследования обращают внимание, что планета DP Льва b могла образоваться как в протопланетном диске, примерно в одно время со звездами, так и позже — в газовом диске на стадии общей оболочки. 